# 泡盛
泡盛，一種特產於琉球群島的蒸餾酒，是燒酒的一種。由白米製成，但並非像日本清酒那樣釀造而成，而是由蒸餾而得。
典型的泡盛為60標準酒度（30%酒精），出口到外地（包括出售到日本本土）則減為50度（25%酒精）。部分泡盛（如著名的花酒）為120度（60%酒精），並且容易著火。
琉球人通常將泡盛置於水中或冰中飲用，因此在沖繩的餐館中，泡盛往往會與一杯水或一杯冰塊放在一起出售。泡盛也可以直接飲用，或置於雞尾酒中飲用。在琉球群島，泡盛的另一個名字叫「島酒（しまざけ）」，或簡稱「島（しま）」。
截至2005年初，泡盛的價格為每杯250日圓至50000日圓不等。一般來說，泡盛的年代越久遠，其價值越高。

## 泡盛與日本燒酒的區別
瓶裝的泡盛在商店中有出售。1983年4月以前，因為日本酒稅法規定，泡盛被貼標籤為燒酎，但現在已被更正。雖然泡盛也是蒸餾而成的米酒，但與燒酒不同的是，泡盛使用泰國米，由泰式風格製作而成；而日本燒酒使用的是日本米。又，泡盛由黑米麴菌發酵而成，而不是日本燒酒的白米麴菌。

## 歷史

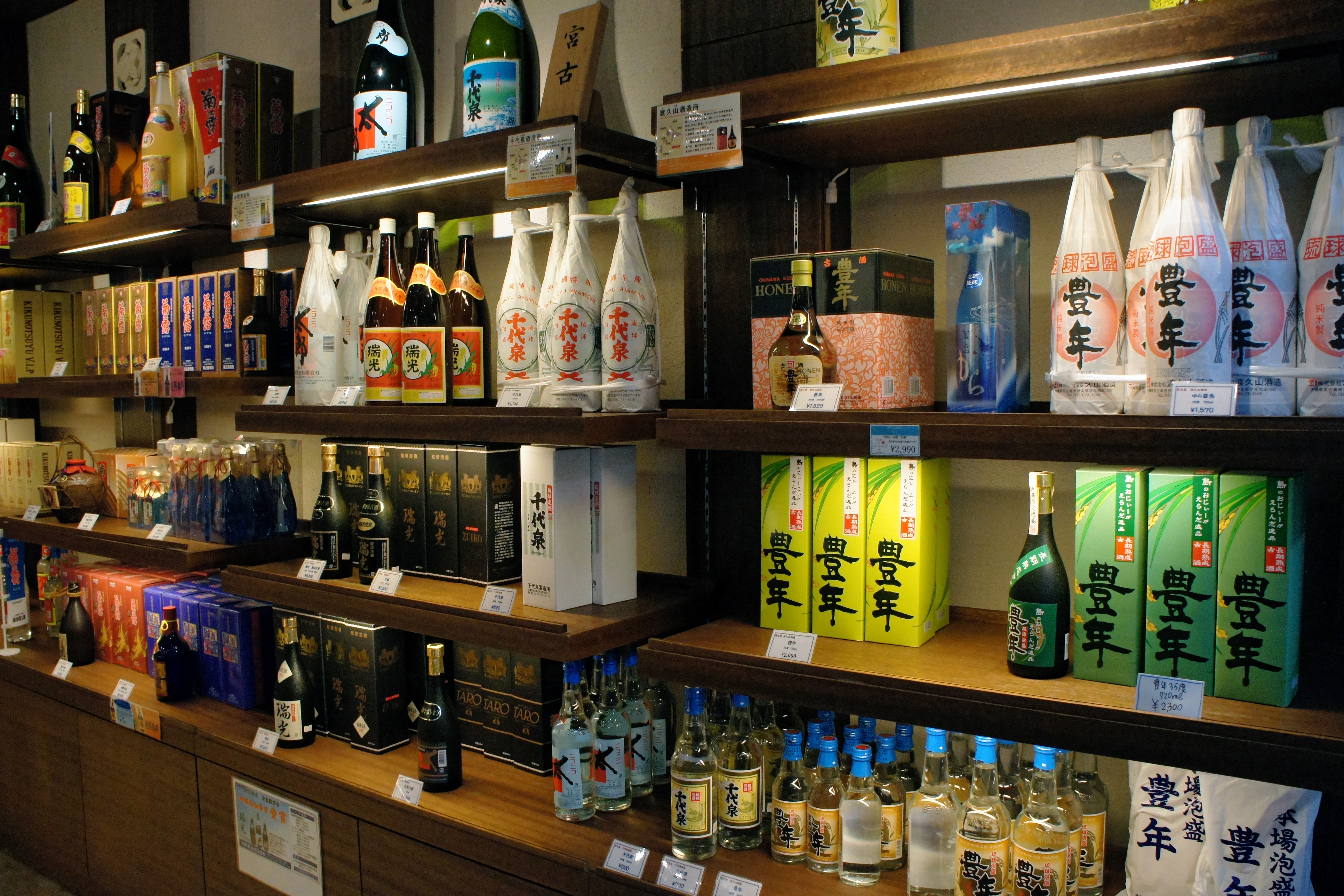
商店裡出售的瓶裝泡盛

泡盛的製作方法於15世紀（琉球國第一尚氏王朝末年至第二尚氏王朝初年）左右由泰國大城王朝傳入琉球，這可能是泰國米依然被作為泡盛原料的原因。琉球人進一步改良了其製作方法，使之更適應於亞熱帶氣候，並使用了當地特色的黑米麴菌。
在15世紀至19世紀期間，琉球國將泡盛作為對外貿易的商品和對中國、日本的貢品。1460年，琉球國王尚泰久遣使赴朝鮮，贈與朝鮮世祖「天竺酒」，其制法與泡盛相同。1534年，琉球王府用「南蠻酒」招待了明朝冊封使陳侃。1612年，島津氏將琉球的貢品「琉球酒」轉獻於德川幕府。1671年，「泡盛」這一名字第一次在日本史料中出現，並沿用至今。

## 古酒
熟成時間為三年或三年以上的泡盛被稱作「古酒」。
在2015年8月1號之前，一瓶泡盛50%以上的部分為熟成三年，而另49%左右的部分使用沒有熟成的酒，也可以稱作「古酒」。
不過2015年8月1號之後，必須100%使用熟成三年或三年以上的泡盛，才可稱作「古酒」。
泡盛的熟成往往被置於地下的低溫環境下，保存於陶瓷器皿中。沖繩島戰役前，沖繩島有200年至300年古酒，但皆毀於該役。現存有首里識名酒造貯藏的140年陳年古酒。

## 花酒
在與那國町有三家廠家「どなん」、「與那國」、「舞富名」，其出產的泡盛酒精度為120（60%酒精），在泡盛中最高。這些泡盛被稱為花酒。花酒多數被用於宗教典禮上。

## 「泡盛」一名的由來
關於「泡盛」一名的由來，有兩種說法。
一說來源於發酵時產生氣泡，使大米膨脹並上浮（泡盛る）。另一種說法是，早期泡盛使用的是未加工的粟，「粟」與「泡」在琉球語中同音（都讀作「アー/aa」），泡盛因此得名。現代日本農學家小泉武夫傾向于支持前者。

## 相關文獻
1. [永久]
2. .   [2012-07-17]. （原始内容存档于2019-06-08）.
3. ↑  《李朝實錄》（《日本庶民生活史料集成》第27卷，三一書房1981年出版，第574頁）。
4. ↑  陳侃《使琉球錄》卷1：「其南番酒則出自暹羅，釅如中國之露酒也。」
5. ↑  《德川實紀・駿河記》

- Okinawa Prefectural Government, "Awamori", Okinawa: Cultural Promotion Division, Okinawa Tourism and Cultural Affairs Bureau, 1996.

## 外部連結
- （日語）http://www.okinawa-awamori.or.jp/ （页面存档备份，存于）
- （日語）http://www.wonder-okinawa.jp/jp/27.html （页面存档备份，存于）
- （日語）http://www.pr-awamori.jp/ （页面存档备份，存于）
- （日語）
- （日語）http://www.japansake.or.jp/honkaku/ （页面存档备份，存于）（日本酒造組合中央會）